# Финн, Эммануил Рувимович
Эммануи́л Руви́мович Финн (1924, Кишинёв — 24 августа 1979, там же) — советский учёный, врач-фтизиатр, микробиолог, создатель сухой питательной среды для выделения микобактерий туберкулёза «Финн-2» (1970).

## Биография
Эммануил Финн родился в 1924 году в Кишинёве, столице вошедшей в состав Румынии провинции Бессарабия, в состоятельной еврейской семье. Учился в кишинёвском румынском лицее «Александру Донич», продолжил обучение в Бухаресте. После присоединения Бессарабии к СССР семья вернулась в Кишинёв, где Э. Р. Финн окончил среднюю школу. С началом Великой Отечественной войны вместе со старшим братом Шабсой эвакуировался в Бугуруслан. Работал на заводе в Горьком, переболел туберкулёзом. Родители остались в Кишинёве и погибли в еврейском гетто города.
После окончания войны Э. Р. Финн возвратился в Кишинёв и поступил на лечебный факультет Кишинёвского медицинского института, после окончания которого в 1950 году два года работал в Страшенах, а затем получил назначение фтизиатром в Республиканский туберкулёзный санаторий «Ворничены» в Кодрах Страшенского района Молдавии. В этом санатории работал на протяжении последующих 27 лет.
Работы по разработке сухих питательных сред на яичной основе для выделения микобактерий туберкулёза «Финн-1» и «Финн-2» (Ф-1 и Ф-2) легли в основу диссертации на звание кандидата медицинских наук. Среда «Финн-2» была запатентована в 1973 году, и на базе санатория «Ворничены» была организована микробиологическая лаборатория по её массовому производству под руководством Э. Р. Финна. Принята в качестве второй стандартной среды в противотуберкулёзных учреждениях СССР, затем России.
Другие труды посвящены дезинфицирующим средствам для обработки выделений больных лёгочным туберкулёзом, методам изоляции микобактерий туберкулёза из мокроты больных, практическим аспектам противотуберкулёзной химиотерапии.
Похоронен на Центральном (Армянском) кладбище в Кишинёве.